# Панфорте

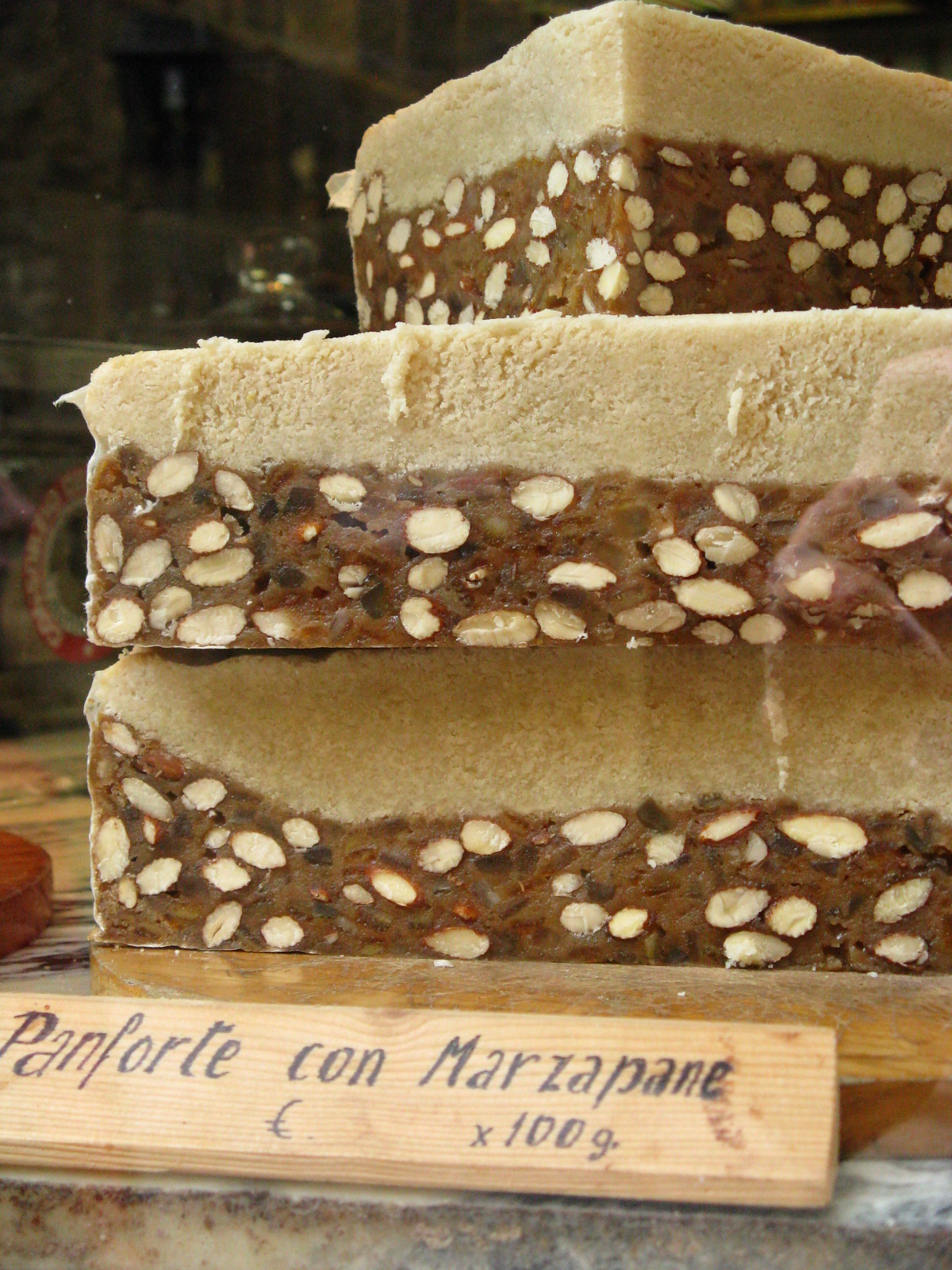
Панфорте з марципаном з Тоскани

Панфорте (італ. Panforte) — це традиційні італійські ласощі, які зазвичай готують на Різдво. Являють собою щільний пряник або пиріг з мигдалем, горіхами, сухофруктами та ягодами. Назва цих ласощів походить від італійських слів «pane» — «хліб» і «forte» — «сильний».

## Історія
Перші свідчення про нього відносяться до 1000 року, тоді він називався італ. Pane Natalizio («Різдвяний Хліб») або італ. Pane Aromatico («Ароматний Хліб») або італ. Pan Pepatus («Перчений Хліб»). Також панфорте називають «сієнським пирогом».
Існує кілька легенд про походження панфорте, наприклад, одна з версій говорить про те, що вперше панфорте було спечено в Сієнському монастирі однієї з черниць, яка вирішила подбати про здоров'я громадян, стомлених тривалою облогою міста. Інша легенда свідчить про те, що маленький хлопчик простягнув новонародженому Христу шматочок хліба і мигдалю, і це перетворилося в ароматні ласощі.
У 1370 році венеційці почали їсти панфорте на свята. Через численні спеції, які надають сильний аромат, цей хлібець вважався сильним збудливим засобом. Кілька століть тому Енріко Рігі, власник кондитерської, який спеціалізувався на виготовленні пряного хліба, виготовив з нагоди візиту королеви Маргарити Савойської новий різновид панфорте — «Панфорте Маргарита». Цей білий панфорте відрізняється від традиційного іншим методом зацукровування фруктів та додаванням марципану, що робить його більш м'яким, розсипчастим та світлим. Наразі рецептів приготування панфорте безліч, і знайти цей десерт можна практично в будь-який італійській кондитерській.

## Приготування
Панфорте печуть у невеликих формах, технологія приготування різних видів схожа, зазвичай відрізняється набором сухофруктів, горіхів, родзинок, спецій. Він складається з борошна, сушених фруктів та води, в якій попередньо вимочували яблука.
Панфорте відрізняється великим терміном зберігання — до півроку.